# Plusia marisola
Plusia marisola là một loài bướm đêm trong họ Noctuidae.